# 新井 (市原市)
新井（あらい）は、千葉県市原市の加茂地区にある大字。郵便番号は290-0522。

## 概要
市原市南部に位置する。

## 地理
北は山小川、東から南は吉沢、南は平野、西は古敷谷と接している。

## 世帯数と人口
2022年（令和4年）4月1日現在の世帯数と人口は以下の通りである。
| 町丁字 | 世帯数 | 人口 |
| ------ | ------ | ---- |
| 新井   | 28世帯 | 60人 |

## 通学区域
市立小学校・市立中学校及び県立高等学校の通学区域は以下の通りである。
| 町丁字 | 区域 | 小学校             | 中学校             | 高等学校 |
| ------ | ---- | ------------------ | ------------------ | -------- |
| 新井   | 全域 | 市原市立加茂小学校 | 市原市立加茂中学校 | 第9学区  |